# Tomoko Ninomiya
Tomoko Ninomiya (jap. 二ノ宮 知子, Ninomiya Tomoko; * 25. Mai 1969 in Minano, Saitama, Japan) ist eine japanische Manga-Zeichnerin.

## Biografie
Ihr Vater war Geschäftsführer einer Metallverarbeitungsfirma. Ninomiyas erste Veröffentlichung als professionelle Zeichnerin war die Kurzgeschichte London Doubt Boys, die 1989 erschien.
Von 1991 bis 1994 zeichnete sie an Trend no Joō Miho für das Manga-Magazin Young Rose, das sich an eine erwachsene, weibliche Leserschaft richtet und sich somit auf Ladies' Comics konzentriert. Trend no Joō Miho umfasst etwa 1750 Seiten und wurde auch in zehn Sammelbänden veröffentlicht. Das folgende Werk, Tensai Family Company, erschien von 1994 bis 2001 in ungefähr 2.000 Seiten im Manga-Magazin Kimi to Boku und danach in elf Sammelbänden bei Sony Magazines. Tensai Family Company handelt von einem Siebzehnjährigen, dessen Traum es ist, an Harvard zu studieren und ein erfolgreicher Geschäftsmann zu werden. Ganz andere Vorstellungen vom Leben haben der neue Ehemann seiner Mutter und dessen Sohn, die fortan bei ihm und seiner Mutter leben.
Nach einigen kürzeren Comicserien schuf sie von 1999 bis 2001 Green für das Manga-Magazin Kiss, das sich auch vorwiegend an erwachsene Frauen richtet.
Der Durchbruch kam mit der Manga-Serie Nodame Cantabile über den im Klavierspielen hochbegabten Musikstudenten Shinichi Chiaki, dessen Traum es ist, Komponist zu werden. Zunächst auf die Nerven geht ihm Noda, die ebenfalls Musik studiert und in ihn verliebt ist. Der Ladies' Comic erschien von Juli 2001 bis Oktober 2009 im Kiss-Magazin und umfasst 136 Kapitel, die beim Kōdansha-Verlag auch in 23 Sammelbände veröffentlicht wurden. Mit Nodame Cantabile Encore Opera Hen erhielt der Manga eine Fortsetzung, die im gleichen Magazin von Dezember 2009 bis September 2010 erschien und im 24. und 25. Sammelband der Reihe zusammengefasst wurde. Nodame Cantabile, das als Dorama mit Schauspielern, als drei Anime-Fernsehserien und zwei Kinofilmen umgesetzt wurde, ist in Japan kommerziell sehr erfolgreich. Die ersten sechzehn Sammelbände verkauften sich bis Februar 2007 über achtzehn Millionen Mal. Für Nodame Cantabile erhielt Ninomiya 2004 den Kodansha-Manga-Preis und war zweimal (2005 und 2006) für den Osamu-Tezuka-Kulturpreis nominiert.
Am 25. Juni 2011 startete ihr nächstes Manga 87Clockers in der ersten Ausgabe des neuen Manga-Magazins Jump X des Shūeisha-Verlages. Der Manga wurde bis Dezember 2014 in diesem Magazin veröffentlicht und wechselte danach zu Young Jump des gleichen Verlages, wo sie im Juni 2016 endete.
Ihr Werk wird unter anderem ins Chinesische, Englische, Französische, Indonesische, Italienische und Thailändische übersetzt.

## Werke
- London Doubt Boys (London ダウト・ボーイズ, London Dauto Bōizu), 1989
- Trend no Joō Miho (トレンドの女王ミホ, Torendo ~), 1991–1995
- Tensai Family Company (天才ファミリー・カンパニー, Tensai Famirī Kampanī), 1994–2001
- Heisei Yopparai Kenkyūjo (平成よっぱらい研究所), 1995–1996
- Out, 1999
- Nomi ni Ikō ze!! (飲みに行こうぜ!!), 1999
- Green, 1999–2001
- Nodame Cantabile (のだめカンタービレ), 2001–2009
- Nodame Cantabile: Encore Opera Hen (のだめカンタービレ アンコール オペラ編), 2009–2010
- 87Clockers (エイティセブンクロッカーズ, Eitisebun Kurokkāzu), 2011–2016
- Nanatsuya Shinobu no Hōseki-bako (七つ屋 志のぶの宝石匣) seit 2013